# Anophiura simplex
Anophiura simplex är en ormstjärneart som beskrevs av Hubert Lyman Clark 1939. Anophiura simplex ingår i släktet Anophiura och familjen Ophiolepididae. Inga underarter finns listade i Catalogue of Life.